# Benjaminiomyces
Benjaminiomyces — рід грибів родини Laboulbeniaceae. Назва вперше опублікована 2000 року.

## Класифікація
До роду Benjaminiomyces відносять 4 види:
- Benjaminiomyces melanophthalmae
- Benjaminiomyces perpusilla
- Benjaminiomyces platensis
- Benjaminiomyces pumila